# Frente Obrero (España)

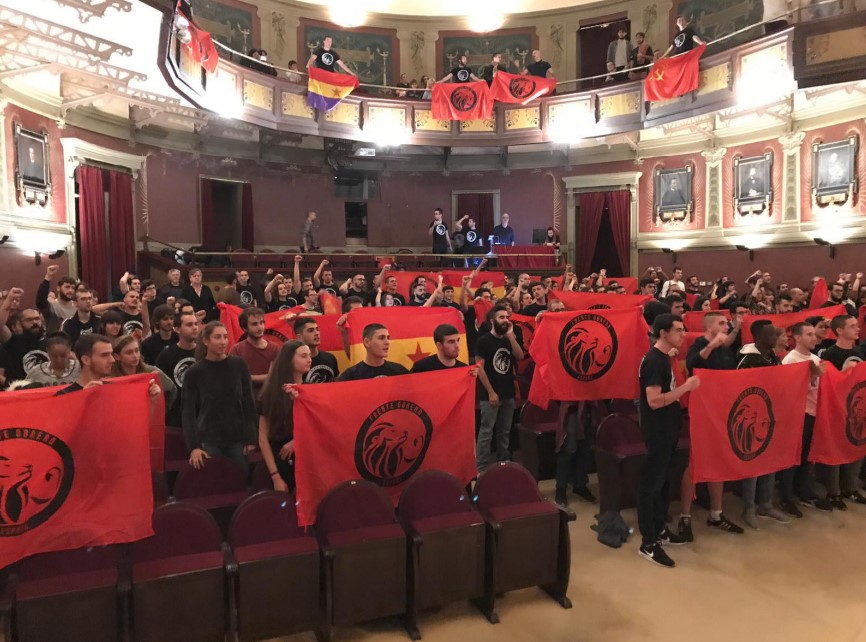
El Frente Obrero en el acto realizado en el Ateneo de Madrid.

Frente Obrero (FO) es una organización política española, inscrita en el registro de partidos del Ministerio del Interior el 13 de marzo de 2019, de ideología patriota revolucionaria. A pesar de que desde varios medios de comunicación se les considera partidarios del comunismo, la organización rechaza esta etiqueta y opta por denominarse «frente de masas», con el fin de «llegar a más sectores en su lucha política». El Frente Obrero rechaza la dicotomía izquierda-derecha ya que la conciben dentro de un mismo sistema, por lo que se describen como sincréticos.
Entre los grupos que lo integran se encuentran el citado partido, Juventud Combativa (sus juventudes), el sindicato asociado Frente de Obreros en Lucha y la Esperanza Obrera.
La organización se caracteriza por sus acciones en contra de distintos partidos políticos como Unidas Podemos, Més per Mallorca y otros.

## Historia
El Frente Obrero se constituyó el 14 de octubre del 2018 en el Ateneo de Madrid como un frente de masas del Partido Marxista-Leninista (RC). Durante el acto intervinieron diversos representantes de las organizaciones que conforman el frente, cerrando las intervenciones el secretario general del PML (RC), Roberto Vaquero Arribas.
Posteriormente, el Frente Obrero se expandió por varias ciudades de España, como La Coruña, León, Ponferrada, Zaragoza o Cádiz.
El 12 de junio del 2022 se celebró su primer congreso.  En él, se votó a mano alzada la decisión de convertirse en un partido político, propuesta que fue aprobada por los militantes. Durante el congreso intervinieron también representantes de otras organizaciones, como el Frente Polisario.
En su programa defienden la soberanía nacional, la Hispanidad, la educación universitaria gratuita, la nacionalización de los sectores estratégicos, la soberanía energética, la energía nuclear, la subida del salario mínimo, el sector rural, las ayudas a la natalidad, la vivienda pública, a los autónomos, controlar los precios del alquiler y limitar la inmigración. Se oponen a los fondos buitre, a la discriminación positiva, a los vientres de alquiler, a la Unión Europea, a la OTAN, al capitalismo, al feminismo, a la desindustrialización, a la ideología queer, a la Ley Trans, al cosmopolitismo, al posmodernismo y a la corrección política.

## Elecciones

### Elecciones municipales del 28 de mayo de 2023
En las elecciones municipales de España de 2023 presentó candidaturas en Villalba de los Arcos, Santa Margarita, Mislata y Mandayona, obteniendo un concejal en este último municipio.

### Elecciones generales del 23 de julio de 2023
En las elecciones generales de julio de 2023 se presentó en 50 de las 52 circunscripciones al Congreso (en todas salvo en Huelva y en Melilla), obtuvieron 46 530 votos en toda España, quedando en la 14.ª posición
Durante la campaña, se hizo notorio uno de sus carteles electorales en el que, bajo el eslogan de «Que te vote Mohamed VI», aparecía el rey Mohamed VI de Marruecos y Pedro Sánchez, presidente en funciones del Gobierno de España, besándose en la boca. El eslogan utilizado en el cartel es una versión del ¡Qué te vote Txapote! utilizado durante la campaña por otros partidos y organizaciones.

### Elecciones al Parlamento de Cataluña de 2024
En las Elecciones al Parlamento de Cataluña de 2024 se presenta a las cuatro circunscripciones. Con el lema «Defiende Cataluña, defiende España. No a la islamización», realiza una campaña centrado en la supuesta islamización de España y Cataluña, poniendo carteles en la entrada a algunos municipios que ponían «Emirato Islámico de Cataluña». El partido consigue 9976 votos, el 0,31 % quedándose en la 12.ª posición.

### Elecciones al Parlamento Europeo de 2024
En las Elecciones al Parlamento Europeo de 2024, Roberto Vaquero encabezó la lista con la intención de conseguir un eurodiputado. El lema usado en campaña fue «España primero». El partido, finalmente, obtuvo 66 242 votos (un 0,38 % del total), con el 99,96 % escrutado, lo que supuso que no consiguiese representación en el Parlamento Europeo.

## Escraches a políticos
El día 19 de febrero de 2019 varios miembros del Frente Obrero y de sus juventudes increparon al político de Más Madrid, Íñigo Errejón, mientras hacía campaña en el distrito madrileño de Hortaleza, en el marco de la celebración de las elecciones regionales de la Comunidad de Madrid.
Más de un año después, en marzo de 2020, militantes del partido se concentraron ante la celebración de un acto en la Universidad Complutense de Madrid que iba a contar con una ponencia del entonces vicepresidente del Gobierno, Pablo Iglesias.

## Críticas
El partido ha hecho gala de un pretendido antiposmodernismo como manera de diferenciarse de las fuerzas comunistas y de la izquierda española. Esto les ha motivado críticas desde sectores progresistas y de izquierdas por el cariz tránsfobo de varias de sus acciones, siendo habitual el apelativo de rojipardos para referirse a los miembros de la organización. Además de ello, el partido «matriz» del Frente Obrero, el PML (RC), ha sido criticado por el comportamiento de varios de sus militantes, contando con la condena penal de una de ellas por agredir a una militante del partido al decidir ésta abandonar la militancia.